# Allan Kolman
Allan Kolman est un acteur américain.

## Filmographie

### Cinéma
- 1974 : L'Apprentissage de Duddy Kravitz (The Apprenticeship of Duddy Kravitz) : Irwin
- 1975 : My Pleasure Is My Business : Jack / Jacqueline
- 1975 : Frissons (Shivers) : Nicholas Tudor
- 1976 : A Sweeter Song : Mark
- 1977 : Twelve and a Half Cents
- 1979 : Un homme, une femme et une banque (en) (A Man, a Woman and a Bank) de Noel Black : Peter
- 1982 : Adorables Faussaires : Lincoln Simpson
- 1983 : La Fille sur la banquette arrière (Romantic Comedy) : Actor
- 1984 : The Killers : Husband
- 1984 : The Lonely Guy : Lonely Ship Passenger
- 1988 : Defense Play de Monte Markham : Russian radio man
- 1990 : Pump Up the Volume : Postal Clerk
- 1994 : Amberwaves : Interior decorator
- 1995 : Oublions Paris (Forget Paris) : French Waiter
- 1995 : Scanner Cop II : County Doctor Tom Walton
- 1995 : Seven (Se7en) : Forensic Man
- 1996 : The Size of Watermelons : Vladimir
- 1997 : Air Force One : Kazakh Soldier
- 1998 : L'Homme au masque de fer (The Man in the Iron Mask) : Priest
- 1999 : Mon Martien bien-aimé (My Favorite Martian) : Scientist
- 2000 : Crash Point Zero : Peter
- 2000 : Agent destructeur (Agent Red) : Ziggy
- 2001 : Shadow Fury : Dr Hiller
- 2003 : La Morsure du lézard (Holes) : Stanley Yelnats I
- 2004 : Mon beau-père, mes parents et moi (Meet the Fockers) : Harry Focker (DVD extended edition)

### Télévision
- 1978 : Actor : Joseph Weisenfreund
- 1978 : Loose Change (mini-série) : Larry
- 1984 : Fatal Vision : Reporter
- 1986 : MacGyver (saison 1, épisode 17 « Mission Afghanistan ») : Le Capitaine
- 1987 : Double Agent : Vlado
- 1992 : Seduction: Three Tales from the 'Inner Sanctum'
- 1993 : Seinfeld (série télévisée) : Épisode 15 : « Quel Cinéma! » : Cab Driver
- 1998 : CHiPs '99 : Russian Tourist
- 1999 : Frat Ratz (série) : Jean-Claude
- 1999 : Les Pirates de la Silicon Valley : Therapist

### Jeu vidéo
- 1996 : Spycraft: The Great Game : Yuri
- 1996 : The Adventures of Pinocchio : Lumberjack
- 1996 : Zork Nemesis : Erasmus Sartorius